# Дзенослав
Дзенослав (пол. Dziejosław) — польский дворянский герб.

## Описание
В голубом поле  золотой якорь, над которым корона того же металла.
Щит увенчан дворянскими шлемом и короной. Нашлемник: два белых крыла, между ними восьмиугольная золотая звезда. Намёт на щите лазоревый, подложенный золотом.

## Герб используют
Карл-Вениамин Гофман, генеральный контролёр монетного двора, г. Дзенослав, жалован дипломом на потомственное дворянское достоинство Царства Польского.